# Elizabeth Laird
Elizabeth Laird (Wellington, Nieuw-Zeeland, 1943) is een Nieuw-Zeelandse jeugdschrijfster. Ze schreef meer dan twintig boeken, waaronder prentenboeken voor kinderen en boeken voor jongeren. Enkele boeken van haar zijn Avondklok in Ramallah, Eddy & the Movie Star en De toren van Jakob. Lairds boeken zijn vertaald in vijftien talen.

## Biografie
Op driejarige leeftijd verhuisde Laird naar het Verenigd Koninkrijk. Als volwassene gaf ze een jaar Engelse les in Maleisië. Daarna volgde ze een talenstudie aan de universiteit van Bristol. Na haar huwelijk woonde ze achtereenvolgens in Wenen, Bagdad en Beiroet.
Haar eerste noemenswaardige boek, Anna, schreef ze in 1989. Het vertelt het verhaal van haar zwaar gehandicapte broer, die stierf op jonge leeftijd. Ze laat zien wat zij denkt over de toekomst van zulke kinderen en wat de dood van de broer betekent voor diens familie. Anna werd genomineerd voor de Carnegie Medal.
In 1993 ontving ze de Glazen Globe voor het boek Wij zijn Koerdistan, geschreven in 1991. In 2004 ontving ze voor haar boek The Garbage King, dat zich in Ethiopië afspeelt, de Childrens Book of the Year Award.